# Álex Pastor Carayol
Álex Pastor Carayol (Barcelona, España, 1 de octubre de 1999), conocido como Álex Pastor, es un futbolista español que juega como defensa central en las filas del  Málaga C.F  de la Segunda División de España. 

## Trayectoria
Nacido en Barcelona, Cataluña, Álex se formó en las categorías inferiores del RCD Espanyol y en verano 2015, con apenas 15 años ingresó en la estructura del fútbol base de la UC Sampdoria.
Tras jugar en los equipos sub-17 y sub-19 del club italiano, en la temporada 2018-19, Álex es cedido al Vis Pesaro 1898 de la Serie C, correspondiente al tercer nivel de competición del sistema de ligas del fútbol italiano, con el que jugaría 26 partidos.
En la temporada 2019-20, regresa a la UC Sampdoria pero no tendría la oportunidad de debutar con el primer equipo.
El 18 de septiembre de 2020, firma por el F. C. Andorra de la Segunda División B de España, con el que participa en 13 partidos de liga y uno de Copa del Rey.
En la temporada 2021-22, lograría el ascenso a la Segunda División de España, tras acabar en primera posición del Grupo II de la Primera División RFEF. Su aportación sería de 31 partidos en liga y uno de Copa del Rey, anotando dos goles en liga.

## Clubes
| Club                     | País    | Año             |
| ------------------------ | ------- | --------------- |
| UC Sampdoria Sub-19      | Italia  | 2018-2020       |
| Vis Pesaro 1898 (cedido) | Italia  | 2018-2019       |
| F. C. Andorra            | Andorra | 2020-2024       |
| Malaga C.F.              | España  | 2024-Actualidad |